# Koen Jansen (voetballer)
Koen Jansen (Wijchen, 11 maart 2004) is een Nederlands voetballer die doorgaans speelt als linksback. In juli 2024 verruilde hij Jong PSV voor Roda JC.

## Clubcarrière
Jansen speelde in de jeugd van VV Alverna en N.E.C.. In 2018 maakte hij de overstap naar de opleiding van PSV. Hier tekende hij in juni 2021 zijn eerste professionele contract, tot medio 2024. Zijn professionele debuut volgde namens Jong PSV in de Eerste divisie. Op 10 januari 2022 mocht hij van coach Ruud van Nistelrooij namelijk in de basis beginnen tegen Almere City. Simon Colyn opende de score namens Jong PSV, waarna Jonas Arweiler voor de gelijkmaker zorgde. Treffers van Nigel Thomas, Fedde Leysen, Johan Bakayoko en August Priske Flyger zorgden uiteindelijk voor een ruime Eindhovense zege: 5–1. Jansen gaf de assists bij de treffers van Thomas en Priske Flyger. Jansen maakte op 9 februari 2024 zijn eerste doelpunt als profvoetballer, toen hij op aangeven van Emir Bars de score opende tegen FC Emmen. Door twee goals van Tygo Land won Jong PSV uiteindelijk met 3–0.
In mei 2024 tekende Jansen een tweejarig contract bij Roda JC, wat hem transfervrij overnam na het aflopen van zijn verbintenis bij PSV in de zomer. In de voorbereiding op het seizoen 2023/24 raakte hij geblesseerd tijdens een oefenwedstrijd tegen het tweede elftal van 1. FC Köln.

## Clubstatistieken
| Seizoen | Club     | Competitie     | Competitie | Competitie | Beker | Beker | Internationaal | Internationaal | Totaal | Totaal |
| Seizoen | Club     | Competitie     | Wed.       | Dlp.       | Wed.  | Dlp.  | Wed.           | Dlp.           | Wed.   | Dlp.   |
| ------- | -------- | -------------- | ---------- | ---------- | ----- | ----- | -------------- | -------------- | ------ | ------ |
| 2021/22 | Jong PSV | Eerste divisie | 1          | 0          | —     | —     | —              | —              | 1      | 0      |
| 2022/23 | Jong PSV | Eerste divisie | 5          | 0          | —     | —     | —              | —              | 5      | 0      |
| 2023/24 | Jong PSV | Eerste divisie | 22         | 1          | —     | —     | —              | —              | 22     | 1      |
| 2024/25 | Roda JC  | Eerste divisie | 0          | 0          | 0     | 0     | —              | —              | 0      | 0      |
| Totaal  | Totaal   | Totaal         | 28         | 1          | 0     | 0     | 0              | 0              | 28     | 1      |

Bijgewerkt op 23 juli 2024.